# Spinodiscorbis
Spinodiscorbis es un género de foraminífero bentónico de la familia Pegidiidae, de la superfamilia Discorboidea, del suborden Rotaliina y del orden Rotaliida. Su especie tipo es Spinodiscorbis tasmanensis. Su rango cronoestratigráfico abarca desde el Pleistoceno superior hasta el Pleistoceno medio.

## Discusión
Clasificaciones previas incluían Spinodiscorbis en la familia Discorbidae.

## Clasificación
Spinodiscorbis incluye a la siguiente especie:
- Spinodiscorbis tasmanensis †